# 糸通し
糸通し（いととおし）は、フリーの携帯アプリ開発者であるsatooが2005年に制作した携帯電話専用のアクションゲームである。決定キーを操作しながら、プレイヤーは糸を小さな針の穴にひたすら通していく。失敗すると糸が爆発し、ゲームオーバーとなる。対応プラットフォームは、iアプリ、S!アプリ、オープンアプリプレイヤー、Adobe Flash Lite。

## ルール
- 決定キーを押し続けると糸が上昇し、離すと下降する。
- 針穴に糸が通らなければ爆発しゲームオーバーとなる。
- 糸を通せば通すほど針穴が細くなり、難易度が上がる。

## バージョン
- 糸通し(2005)
通常バージョン。
- 真・糸通し(2006)
動きが滑らかになった。
- 裏・糸通し(2006)
3Dになった。
- 極・糸通し(2007)
挑戦状モードが追加された。